# Zhongshanpark

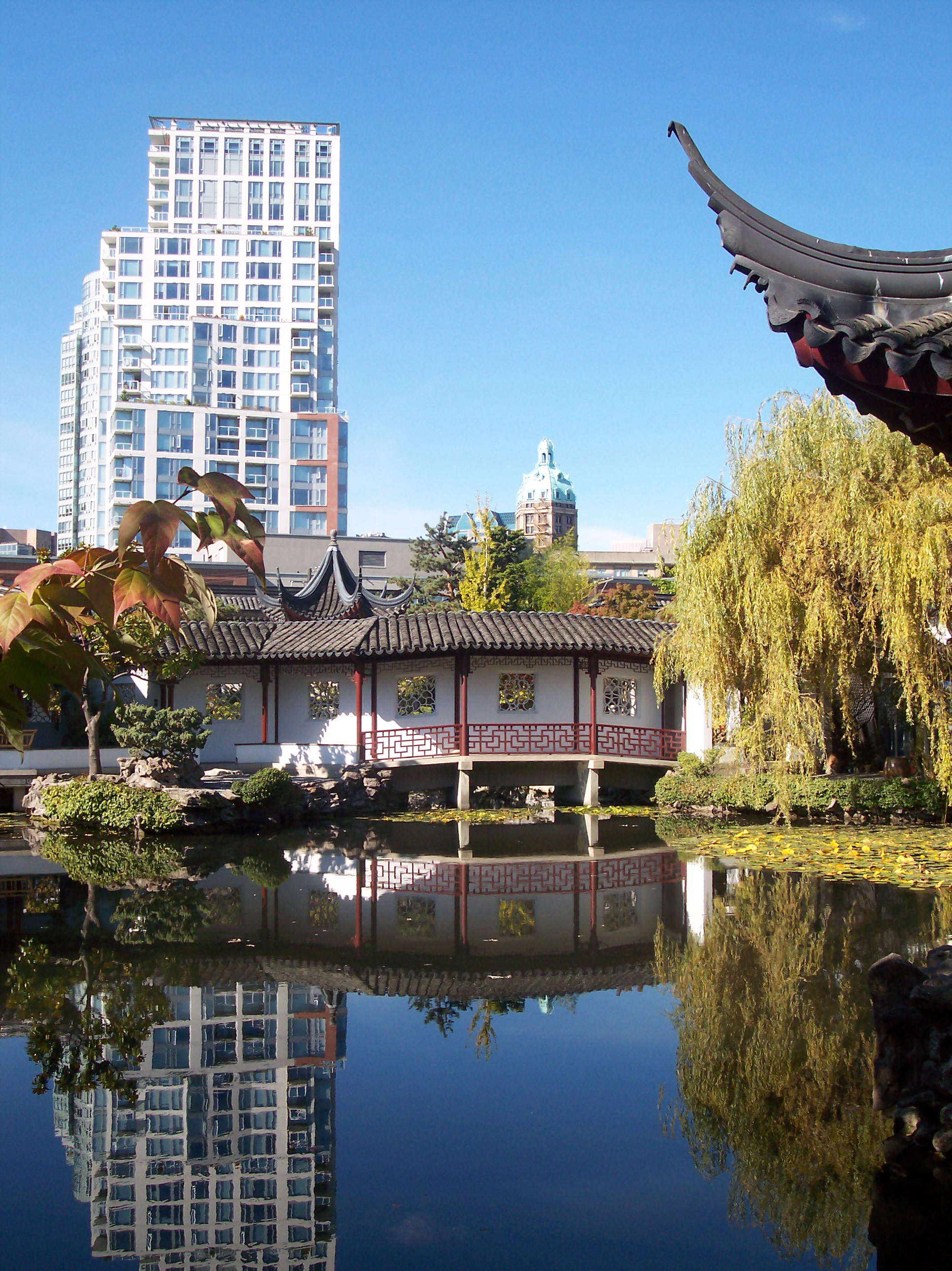
Een Zhongshanpark

Zhongshanpark (中山公园) is een gebruikelijke naam voor parken in China ter ere van Sun Yat-sen (Sun Zhongshan). Door velen wordt hij als vader van het moderne China gezien.
Er zijn binnen geheel China en in overzeese gebieden ruim veertig parken te vinden die de naam Zhongshanpark dragen.
Bekende Zhongshanparken:
- Zhongshanpark Peking
- Zhongshanpark Shanghai
- Zhongshanpark Qingdao